# Bockhorst (Elsdorf)
Bockhorst ist ein Ortsteil der Gemeinde Elsdorf im niedersächsischen Landkreis Rotenburg (Wümme).
Der Ort liegt südöstlich des Kernortes Elsdorf. Nördlich verläuft die A 1.